# Guériguindé Zarma
Guériguindé Zarma (auch: Garin Malam, Guériguindé Djerma, Guéri Guindé Zarma, Malam Koira) ist ein Dorf in der Landgemeinde Liboré in Niger.

## Geographie
Das von einem traditionellen Ortsvorsteher (chef traditionnel) geleitete Dorf befindet sich rund fünf Kilometer nordwestlich des Hauptorts Liboré der gleichnamigen Landgemeinde, die zum Departement Kollo in der Region Tillabéri gehört. Zu den Siedlungen in der näheren Umgebung von Guériguindé Zarma zählen Kouara Koukou und Banigoungou im Südosten sowie Guériguindé Kourté im Südwesten.
Guériguindé Zarma ist Teil der Übergangszone zwischen Sahel und Sudan. Die durchschnittliche jährliche Niederschlagsmenge beträgt hier zwischen 500 und 600 mm.

## Geschichte
Der Ortsname Guériguindé bedeutet „Antilopenhals“. Er verweist auf eine Zeit, als die Siedlung noch ein kleiner Weiler war und Antilopen in den nahegelegenen Schluchten tranken. Guériguindé Zarma hat zusätzlich die ethnische Gruppe der Zarma im Namen, das Nachbardorf Guériguindé Kourté hingegen die ethnische Gruppe der Kourté.
Zu Beginn der 1980er Jahre ließ sich ein Fleischer namens Malam Salifou Adamou, der aus dem Departement Tibiri stammte, in der Nähe des Dorfes nieder. Er legte die Grundlage für die weitere Entwicklung der Siedlung. Nach ihm erhielt Guériguindé Zarma die Alternativnamen Garin Malam und Malam Koira, die beide „Dorf des Malam“ bedeuten.
Im Jahr 2000 wurde Mounkaila Soumaila der historisch sechste traditionelle Ortsvorsteher des Dorfes. Er folgte in diesem Amt seinem Vater nach.

## Bevölkerung
Bei der Volkszählung 2012 hatte Guériguindé Zarma 2100 Einwohner, die in 299 Haushalten lebten. Bei der Volkszählung 1988 betrug die Einwohnerzahl 629 in 70 Haushalten.
In ethnischer Hinsicht leben Zarma, Kourté und seit jüngerer Zeit Hausa im Dorf.

## Wirtschaft und Infrastruktur
Guériguindé Zarma ist bekannt für den Handel mit Fleisch, vor allem von Rindern und Schafen. Die Kundschaft kommt im Wesentlichen aus der nahegelegenen Millionenstadt Niamey. Es gibt einen Schlachtplatz. Im Jahr 2023 waren über 30 Fleischer im Dorf tätig. Bei Guériguindé Zarma erstreckt sich außerdem ein großes Reisanbaugebiet. In Guériguindé Zarma werden neben Fleisch Kohl, roter und grüner Paprika, Blattsalat, Gurken, Süßkartoffeln, Maniok und weiteres frisches Gemüse aus der Region gehandelt.
Es gibt eine Grundschule im Dorf. Die kanadische Wohltätigkeitsorganisation Pencils for Kids erbaute wie in anderen Siedlungen in Liboré einen Kindergarten aus Zement, nachdem 2021 bei einem Brand eines aus Stroh errichteten Kindergartens in Niamey 20 Kinder gestorben waren. Durch Guériguindé Zarma verläuft die 101,2 Kilometer lange Nationalstraße 31 zwischen Niamey und Kirtachi. Die Straße ist in diesem Abschnitt asphaltiert.